# ديك بوب جونيور
ديك بوب جونيور (بالإنجليزية: Dick Pope, Jr.)‏ هو متزلج مائي ‏ أمريكي، ولد في 12 ديسمبر 1930 في لونغ آيلند في الولايات المتحدة، وتوفي في 8 نوفمبر 2007 في وينتر هافن في الولايات المتحدة.